# نون النسوة (فلم)
نون النسوة هو فيلم تلفزي مغربي من إخراج محمد علي مجبود سنة 2016، وبطولة كل من طارق البخاري، تيليلا، حميد النيدر، فاطمة الزهراء لحرش، فتاح الغرباوي، إدريس شلوح، وغيرهم.

## القصة
تهرب كريمة من منزل والدها بعد أن أجبرها على الزواج من رجل لا تريد الارتباط به، فتبحث عن سكن لتقيم، لتجد شقة معروضة للإيجار، لكن عند وصولها إلى الشقة، تكتشف أنها مشتركة مع شاب اسمه كريم، فتخطر ببالها فكرة انتحال صفة رجل لاستئجار هذه الشقة.

## روابط خارجية
- مقالات تستعمل روابط فنية بلا صلة مع ويكي بيانات